# Jack Sherman

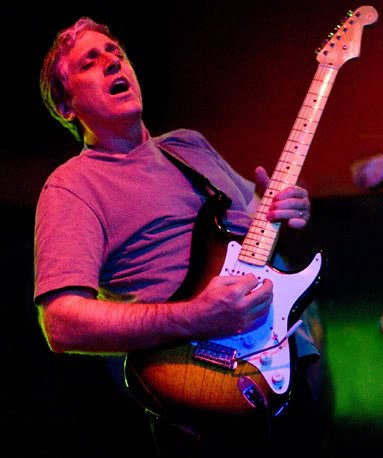
Jack Sherman (2010)

Jack Sherman (* 18. Januar 1956 in Miami; † 18. August 2020) war ein amerikanischer Studiomusiker.

## Leben und Wirken
Bekanntheit erlangte er vor allem als Übergangs-Gitarrist der Band Red Hot Chili Peppers, als deren Gitarrist Hillel Slovak 1984 vorübergehend die Band verließ, um sich seiner anderen Band What Is This? zu widmen. Die Zusammenarbeit hielt für die Aufnahmen zum Album The Red Hot Chili Peppers und die dazugehörige Tournee, danach nahm Hillel Slovak wieder seinen Platz bei den Red Hot Chili Peppers ein.
Des Weiteren arbeitete Sherman mit Künstlern wie Bob Dylan, Barry Goldberg, George Clinton, Charlie Sexton, Peter Case, John Hiatt, Gerry Goffin, und Tonio K. Er war Mitglied der Band In From the Cold. Am 18. August 2020 starb Sherman im Alter von 64 Jahren.

## Diskografie
- The Red Hot Chili Peppers Red Hot Chili Peppers 1984
- Knocked Out Loaded Bob Dylan 1986
- R&B Skeletons In the Closet George Clinton 1986
- Notes From The Lost Civilization Tonio K 1988
- Blue Guitar Peter Case 1989
- Backroom Blood Gerry Goffin 1996
- Dangleberry Rd George Roseblatt 1996
- Ole Tonio K 1997
- In From the Cold In From the Cold 2000